# 2893 Peiroos
A 2893 Peiroos (ideiglenes jelöléssel 1975 QD) egy kisbolygó a Naprendszerben. Félix Aguilar Obszervatórium fedezte fel 1975. augusztus 30-án.